# Ivoorkust op de Olympische Zomerspelen 1988
Ivoorkust nam deel aan de Olympische Zomerspelen 1988 in Seoel, Zuid-Korea. Er werden geen medailles gewonnen.

## Deelnemers en resultaten
(m) = mannen, (v) = vrouwen 

### Atletiek
| Olympiër                                                                                      | Discipline       | Resultaat | Prestatie                                              |
| --------------------------------------------------------------------------------------------- | ---------------- | --------- | ------------------------------------------------------ |
| Gabriel Tiacoh                                                                                | 100m (m)         | 20e       | serie 5: 3de in 47,19 kwartfinale 4: 5de in 45,49      |
| Akissi Kpidi René Djédjémél Djétenan Kouadio Gabriel Tiacoh Lancine Fofana Anatole Zongo Kuyo | 4x400m (m)       | 12e       | serie 3: 5de in 3.07,40 halve finale 1: 6de in 3.07,15 |
|                                                                                               |                  |           |                                                        |
| Céléstine N'Drin                                                                              | 400m (v)         | 19e       | serie 6: 4de in 52,48 kwartfinale 4: 5de in 52,04      |
| Marie Womplou                                                                                 | 400m horden (v)  | 25e       | serie 1: 5de in 57,35                                  |
| Marie Womplou                                                                                 | hoogspringen (v) | 24e       | kwalificatie groep A: 12de met 1,75m                   |

### Boksen
| Olympiër          | Discipline | Resultaat | Prestatie                                                     |
| ----------------- | ---------- | --------- | ------------------------------------------------------------- |
| Bakary Fofana     | -57kg (m)  | 33e       | 1ste ronde: V van JPN Yamada: scheidsrechterlijke beslissing  |
| Dieudonne Kouassi | -71kg (m)  | 32e       | 1ste ronde: V van TAN Matumla: scheidsrechterlijke beslissing |

### Handbal
| Olympiër | Discipline | Resultaat | Prestatie |
| --- | ---------- | --------- | --- |
| Adjoua N'Dri Alimata Douamba Brigitte Guigui Clementine Blé Dounbia Bah Elisabeth Kouassi Emilie Djoman Gouna Irie Hortense Konan Julienne Vodoungbo Koko Elleingand Mahoula Kramou Wandou Guehi Zomou Awa | vrouwen    | 8e        | groep B: 4de V van Noorwegen: 14-34 V van Sovjet-Unie: 11-32 V van China: 12-37 5-8ste plek: V van Tsjecho-Slowakije: 12-34 V van Verenigde Staten: 16-27 |

| Groep B |             |             |             |             |             |            |            |            |        |
| #       | Land        | Wedstrijden | Wedstrijden | Wedstrijden | Wedstrijden | Doelpunten | Doelpunten | Doelpunten | Punten |
| #       | Land        | G           | W           | G           | V           | V          | T          | Saldo      | Punten |
| 1       | Sovjet-Unie | 3           | 2           | 1           | 0           | 75         | 49         | +26        | 5      |
| 2       | Noorwegen   | 3           | 2           | 1           | 0           | 75         | 53         | +22        | 5      |
| 3       | China       | 3           | 1           | 0           | 2           | 76         | 58         | +18        | 2      |
| 4       | Ivoorkust   | 3           | 0           | 0           | 3           | 37         | 103        | -66        | 0      |

| Ronde        | Datum | Plaats      | Land  | Score     | Land |
| ------------ | ----- | ----------- | ----- | --------- | ---- |
| Groepsfase   |       |             |       |           |      |
| 21 september | Seoel | Noorwegen   | 34-14 | Ivoorkust |      |
| 23 september | Seoel | Sovjet-Unie | 32-11 | Ivoorkust |      |
| 25 september | Seoel | China       | 37-12 | Ivoorkust |      |

| 5-8ste plek |                   |             |             |             |             |            |            |            |        |
| #           | Land              | Wedstrijden | Wedstrijden | Wedstrijden | Wedstrijden | Doelpunten | Doelpunten | Doelpunten | Punten |
| #           | Land              | G           | W           | G           | V           | V          | T          | Saldo      | Punten |
| 1           | Tsjecho-Slowakije | 3           | 3           | 0           | 0           | 93         | 52         | +41        | 6      |
| 2           | China             | 3           | 2           | 0           | 1           | 89         | 60         | +29        | 4      |
| 3           | Verenigde Staten  | 3           | 1           | 0           | 2           | 68         | 80         | -12        | 2      |
| 4           | Ivoorkust         | 3           | 0           | 0           | 3           | 40         | 98         | -58        | 0      |

| Ronde        | Datum | Plaats    | Land  | Score             | Land |
| ------------ | ----- | --------- | ----- | ----------------- | ---- |
| Groepsfase   |       |           |       |                   |      |
| 27 september | Seoel | Ivoorkust | 12-34 | Tsjecho-Slowakije |      |
| 29 september | Seoel | Ivoorkust | 16-27 | Verenigde Staten  |      |

### Kanovaren
| Olympiër                    | Discipline   | Resultaat | Prestatie                                            |
| --------------------------- | ------------ | --------- | ---------------------------------------------------- |
| Melagne Lath Kouame N'Douba | K-2 500m (m) | 23e       | serie 2: 6de in 1.47,88 herkansingen: 6de in 1.55,65 |

### Tennis
| Olympiër        | Discipline    | Resultaat | Prestatie                                                   |
| --------------- | ------------- | --------- | ----------------------------------------------------------- |
| Clément N'Goran | enkelspel (m) | 33e       | 1ste ronde: V van GBR Castle: 7-6(9), 6-3, 2-6, 6-7(3), 5-7 |

Afghanistan · Algerije · Amerikaanse Maagdeneilanden · Amerikaans-Samoa · Andorra · Angola · Antigua en Barbuda · Argentinië · Aruba · Australië · Bahama’s · Bahrein · Bangladesh · Barbados · België · Belize · Benin · Bermuda · Bhutan · Birma · Bolivia · Bondsrepubliek Duitsland · Botswana · Brazilië · Britse Maagdeneilanden · Brunei · Bulgarije · Burkina Faso · Canada · Centraal-Afrikaanse Republiek · Chili · China · Chinees Taipei · Colombia · Congo-Brazzaville · Cookeilanden · Costa Rica · Cyprus · Denemarken · Djibouti · Dominicaanse Republiek · Duitse Democratische Republiek · Ecuador · Egypte · El Salvador · Equatoriaal-Guinea · Fiji · Filipijnen · Finland · Frankrijk · Gabon · Gambia · Ghana · Grenada · Griekenland · Groot-Brittannië · Guam · Guatemala · Guinee · Guyana · Haïti · Honduras · Hongarije · Hongkong · Ierland · IJsland · India · Indonesië · Irak · Iran · Israël · Italië · Ivoorkust · Jamaica · Japan · Joegoslavië · Jordanië · Kaaimaneilanden · Kameroen · Kenia · Koeweit · Laos · Lesotho · Libanon · Liberia · Libië · Liechtenstein · Luxemburg · Malawi · Malediven · Maleisië · Mali · Malta · Marokko · Mauritanië · Mauritius · Mexico · Monaco · Mongolië · Mozambique · Nederland · Nederlandse Antillen · Nepal · Nieuw-Zeeland · Niger · Nigeria · Noord-Jemen · Noorwegen · Oeganda · Oman · Oostenrijk · Pakistan · Panama · Papoea-Nieuw-Guinea · Paraguay · Peru · Polen · Portugal · Puerto Rico · Qatar · Roemenië · Rwanda · Saint Vincent en de Grenadines · Salomonseilanden · Samoa · San Marino · Saoedi-Arabië · Senegal · Sierra Leone · Singapore · Soedan · Somalië · Sovjet-Unie · Spanje · Sri Lanka · Suriname · Swaziland · Syrië · Tanzania · Thailand · Togo · Tonga · Trinidad en Tobago · Tsjaad · Tsjecho-Slowakije · Tunesië · Turkije · Uruguay · Vanuatu · Venezuela · Verenigde Arabische Emiraten · Verenigde Staten · Vietnam · Zaïre · Zambia · Zimbabwe · Zuid-Jemen · Zuid-Korea · Zweden · Zwitserland